# غونزالو بازان
غونزالو بازان (بالإسبانية: Gonzalo Bazán)‏ هو لاعب كرة قدم أرجنتيني في مركز الوسط، ولد في 5 مايو 1989 في مدينة لا ريوخا في الأرجنتين. لعب مع أتليتيكو توكومان وأرسنال ساراندي وانيستتوتو وفيرو كاريل أويستي ونادي سان لورينزو.

## وصلات خارجية
- غونزالو بازان على موقع قاعدة بيانات كرة القدم.إي يو (الإنجليزية)
- غونزالو بازان على موقع Soccerway.com (الإنجليزية)
- غونزالو بازان على موقع عالم كرة القدم.نت (الإنجليزية)